# Zwin (zee)

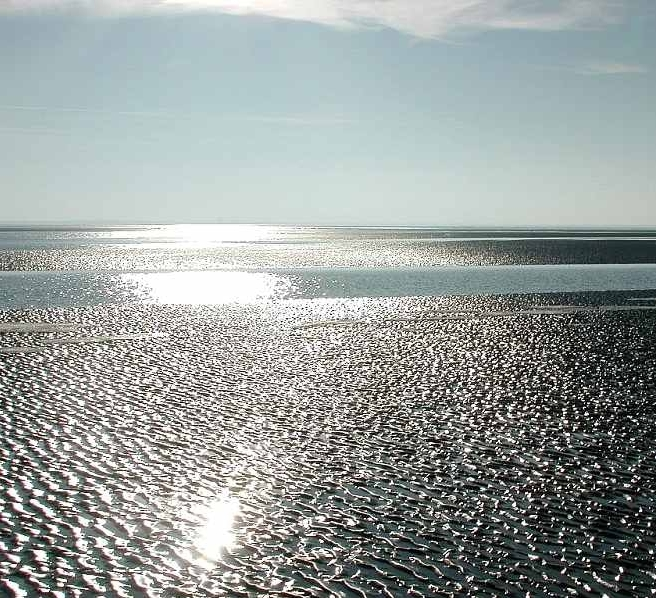
Zwin

Een zwin of een priel is een natuurlijke geul of kreek in buitendijkse gronden, onderhevig aan het getij.
Het woord wordt ook gebruikt voor de lineaire depressies die parallel met de kustlijn lopen aan stranden met een zachte helling (dissipatieve stranden). De tussenliggende ruggen (accumulaties van sediment op het strand) worden als strandbanken aangeduid. Een strandbank verdwijnt bij vloed telkens geheel onder water. Het diepe gedeelte van een zwin noemt men een zwinkuil. Op de stranden aan de Belgische en Nederlandse kust ziet men vaak zwinnen. 's Zomers zijn ze bij laagwater zeer geschikt voor kleine kinderen vanwege de geringe diepte en het relatief warme water (in vergelijking tot het zeewater). Bij opkomend en afgaand getij kunnen zwinnen echter gevaarlijk zijn omdat het water er soms langs muiden kan 'trekken'. 